# کرلیکنت
کرلیکنت (به لاتین: Kerlikent) یک منطقهٔ مسکونی در روسیه است که در شهرستان کیزلیارسکی واقع شده‌است.